# Martha Isabel (Pati) Ruiz Corzo
Martha Isabel Ruiz Corzo (17 de enero de 1953) es una activista de la ecología. Reconocida con numerosos premios internacionales  por su labor en el desarrollo sostenible, protección de la biodiversidad y activismo en favor de la de Sierra Gorda, en el estado de Querétaro en el centro de México. Su labor se ha manifestado en un amplio abanico de acciones en la defensa de la naturaleza, la educación ambiental, la sostenibilidad y el liderazgo desde la base social a través del trabajo de organizaciones de la sociedad civil.

## Comienzos
Con 32 años de experiencia en conservación innovadora y participación comunitaria, Pati es una de las líderes ambientales más respetadas de América Latina y México y que más galardones del mayor nivel y prestigio nacionales e internacionales ha ganado por su labor. Creció en la ciudad de Querétaro y ejerció como primer violín de la Orquesta de Cámara de la Ciudad y maestra de Música en la John F. Kennedy School. En 1984 se muda con su familia a la Sierra Gorda y en 1987 fundó el Grupo Ecológico Sierra Gorda (GESG) con su esposo, Roberto Pedraza Muñoz y amigos locales desde entonces trabajando para conciliar el desarrollo económico de las comunidades locales con la protección de la biodiversidad de la región. En 1995 se convierte en becaria de la Fundación Ashoka, por lo que su labor comienza a tener reconocimiento y proyección internacional, sumándose pronto el US Fish and Wildlife como el primer donante internacional a su proyecto. Diez años de intensa labor con las comunidades y sociedad local, permiten que en 1997 consiguieran el decreto de la Sierra Gorda como reserva de la biosfera por el entonces presidente de la República, Dr. Ernesto Zedillo Ponce de León, decreto que tuvo el consenso de la gran mayoría de la población local. Por nombramiento del presidente Zedillo, por trece años ejerció como Directora Federal del área protegida, laborando para la Comisión Nacional de Áreas Naturales Protegidas de la SEMARNAT, aplicando la normatividad y regularizando procesos de ejecución de obra pública.
A la par de su labor como Directora del área protegida, se convirtió en coordinadora de un proyecto de escala completa del Fondo Mundial para el Medio Ambiente (GEF) administrado por el PNUD y la CONANP en asociación con el Grupo Ecológico Sierra Gorda entre 2001 y 2008, e invitada la Schwab Foundation, como miembro de la Iniciativa Social del Foro Económico Mundial a participar en varias ediciones del mismo, lo que incrementó de manera notable su visibilidad internacional y los temas ambientales y sociales en dicho foro. Tiene una activa presencia en foros nacionales e internacionales de primer nivel como oradora, compartiendo su experiencia y en una constante interlocución con una variedad de personalidades y líderes mundiales.
Al término de su gestión en la CONANP vuelve a incorporarse al GESG como directora general del mismo, cargo que ocupa desde 2010 a la fecha.

## Problemática ambiental y retos en la Sierra Gorda
Las montañas de Sierra Gorda resultan ser un laboratorio único a nivel continental por su extraordinaria ecodiversidad. Localizadas estratégicamente en la confluencia de las biorregiones Neártica y Neotropical, y parte de la Sierra Madre Oriental, albergan de áridos matorrales xerófilos a húmedos bosques de niebla, templados, tropicales y ribereños, compuestos por más de 2300 especies de plantas vasculares con varias especies endémicas y nuevas para la Ciencia. Que sirven de hogar para 111 especies de mamíferos, 343 de aves, 134 de herpetofauna, 27 de peces y 800 de mariposas. Sin embargo, este capital natural es propiedad de las comunidades y propietarios locales (70% privado, 30% ejidal o comunal), que de una manera u otra ejercen presión sobre los ecosistemas y biodiversidad a través de los sistemas productivos tradicionales (milpas en empinadas laderas de vocación forestal, ganadería en bosques y selvas más los desmontes que ello ocasiona, incendios forestales, tala clandestina, cacería furtiva, proliferación de basureros y contaminación de corrientes de agua, etc.), por lo que aunque decretada como área protegida bajo la administración del Gobierno Federal a través de la Comisión Nacional de Áreas Naturales Protegidas, su conservación resulta ser todo un reto. 
En la región se encuentran 638 localidades con casi 100,000 habitantes con limitadas opciones productivas, por lo que la capacitación, diversificación productiva con opciones amigables para la biodiversidad y muy importante, el valorizar económicamente la infraestructura natural y belleza escénica de la zona con retornos económicos a sus habitantes se ha tornado en una prioridad para su labor, buscando consolidar una "economía de la conservación" 

## Su labor y proyecto
Su labor se ha caracterizado por su postura apolítica, trabajando desde la sociedad civil, siempre sirviendo como puente entre la realidad socioeconómica de la zona y los tres niveles de Gobierno, fundaciones y organismos nacionales e internacionales, acercando procesos y financiadores, acortando curvas de aprendizaje y trabajando con una visión de largo plazo, que acompaña a las comunidades y micro-empresarios locales hasta concretar procesos.
Los programas de educación y capacitación ambiental han sido piedra angular de su labor, al igual que empoderar a mujeres a través de proyectos productivos como microempresas y de ecoturismo, donde son los mismos beneficiarios los propietarios y no meros empleados, de manera que tengan un ingreso económico real a partir de iniciativas reales y operativas. Como parte de esa estrategia, opera el Centro Tierra Sierra Gorda, que capitaliza la experiencia del GESG acumulada en más de 3 décadas en la materia a través de talleres, conferencias, diplomados y presentaciones ofrece una nutrida currícula en temas ambientales y de sostenibilidad para una variedad de públicos, desde amas de casa locales a técnicos, legisladores, personal de otras organizaciones,  productores agropecuarios y estudiantes.
Asimismo la restauración de cuencas, protección in situ de la biodiversidad, desarrollo de productos ecosistémicos (CO2) y orientación de políticas públicas, y crear una cultura de respeto para asumir la responsabilidad por el medio ambiente, a través de promover formas de ingreso más ecológicamente sostenibles han conseguido cimentar un modelo con muchos aprendizajes para compartir y replicar.

## Reconocimientos
- Rolex Awards for Enterprise (2002)[4]
- Premio National Geographic (2012)[3]
- Premio Campeones de la Tierra (2013)[1]
- Premio Wangari Maathai (2014),[2]
- World Legacy Awards, National Geographic, 2016
- UNWTO, 2018
- Innovadores de América, 2018